# Waste Isolation Pilot Plant

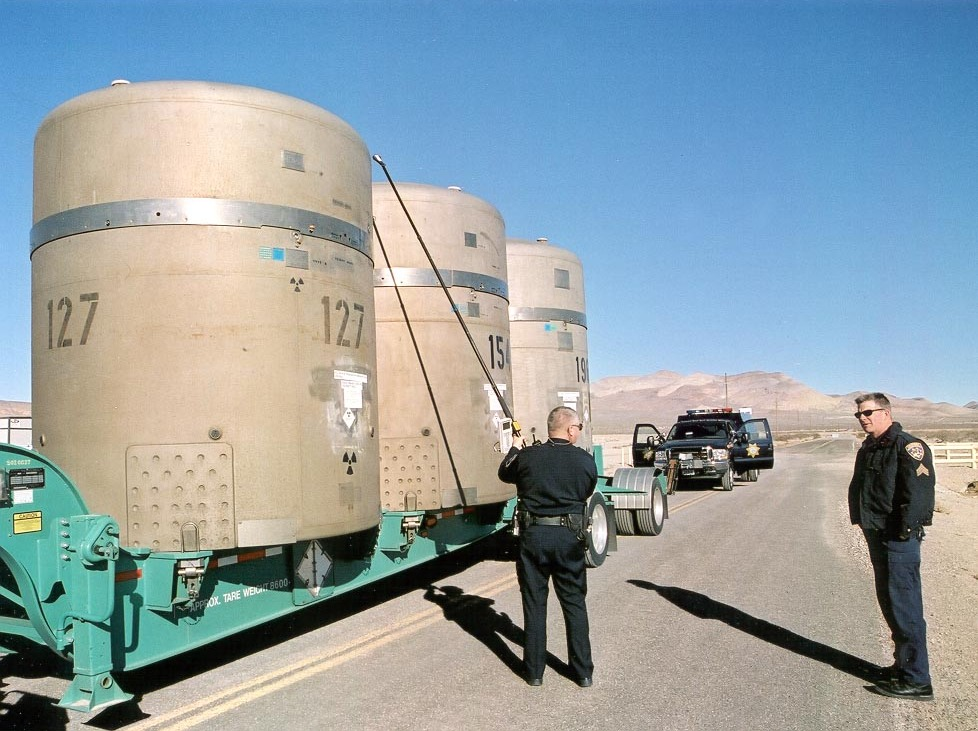
Behållare av kärnavfall på väg till WIPP för förvaring.

Waste Isolation Pilot Plant, WIPP, är benämningen på ett slutförvarsprogram för radioaktivt kärnbränsle. En gammal saltgruva i Carlsbad, New Mexicos öken har valts ut som slutförvaringsplats. Förvaringen sker i gruvan 655 meter under marken. Projektet startades av det amerikanska energiministeriet 1979. Första lasten med använt kärnbränsle lagrades 1999 i gruvan. Man hanterar två typer av radioaktivt avfall i gruvan, högradioaktivt använt kärnbränsle ca 4 % och lågradioaktivt material och kläder ca 95 %. Det högradioaktiva materialet hanteras med fjärrstyrda robotar vid förvaring, medan det lågradioaktiva materialet kan hanteras av personal med skyddskläder.